# Catedral de la Inmaculada Concepción (Lake Charles)
La Catedral de la Inmaculada Concepción  (en inglés: Cathedral of the Immaculate Conception ) es una catedral católica ubicada en Lake Charles, una localidad del estado de Luisiana, al sur de los Estados Unidos. Es la sede de la diócesis de Lake Charles, y está incluida en el Registro Nacional de Lugares Históricos. La Parroquia de la Inmaculada Concepción fue fundada en 1869. La iglesia fue diseñada por el estudio de arquitectura de Favrot y Livaudais y fue construida en 1913. El 29 de enero de 1980 el Papa Juan Pablo II estableció la Diócesis de Lake Charles (Dioecesis Lacus Carolini) y la Inmaculada Concepción se convirtió en la catedral de la nueva diócesis.